# Кхетлал
Кхетлал (бенг. ক্ষেতলাল, англ. Khetlal) — город на севере Бангладеш, административный центр одноимённого подокруга. Площадь города равна 9,43 км². По данным переписи 2001 года, в городе проживало 10 420 человек, из которых мужчины составляли 51,22 %, женщины — соответственно 48,78 %. Плотность населения равнялась 1105 чел. на 1 км². Уровень грамотности населения составлял 27,6 % (при среднем по Бангладеш показателе 43,1 %).